# Mathias Gidsel
Mathias Gidsel (Skjern, 8 de febrero de 1999) es un jugador de balonmano danés que juega de lateral derecho en el Füchse Berlin. Es internacional con la selección de balonmano de Dinamarca.
Su primer gran campeonato con la selección fue el Campeonato Mundial de Balonmano Masculino de 2021, donde su selección consiguió la medalla de oro.
Fue nombrado mejor jugador del Mundo por la Federación Internacional de Balonmano en el año 2023 por primera vez en su carrera.

## Palmarés

### Selección nacional
| Juegos Olímpicos   | Juegos Olímpicos             | Juegos Olímpicos  | Juegos Olímpicos |
| Año                | Lugar                        | Medalla           |                  |
| ------------------ | ---------------------------- | ----------------- | ---------------- |
| 2020               | Tokio                        | Medalla de plata  |                  |
| 2024               | París                        | Medalla de oro    |                  |
| Campeonato Mundial |                              |                   |                  |
| Año                | Lugar                        | Medalla           |                  |
| 2021               | Egipto                       | Medalla de oro    |                  |
| 2023               | Polonia y Suecia             | Medalla de oro    |                  |
| 2025               | Croacia, Dinamarca y Noruega | Medalla de oro    |                  |
| Campeonato Europeo |                              |                   |                  |
| Año                | Lugar                        | Medalla           |                  |
| 2022               | Hungría y Eslovaquia         | Medalla de bronce |                  |
| 2024               | Alemania                     | Medalla de plata  |                  |

### GOG Gudme
- Copa de Dinamarca de balonmano (1): 2019
- Liga danesa de balonmano (1): 2022

### Füchse Berlin
- Liga Europea de la EHF (1): 2023
- Liga de Alemania de balonmano (1): 2025

### Consideraciones individuales
- Mejor Jugador del Año de la IHF (2): 2023,[4] 2024[5]
- Mejor lateral derecho del Campeonato Mundial de Balonmano Masculino de 2021
- MVP del torneo masculino de balonmano de los Juegos Olímpicos de Tokio 2020[6]
- Máximo goleador del Campeonato Mundial de Balonmano Masculino de 2023
- MVP del Campeonato Mundial de Balonmano Masculino de 2023[7]
- Mejor lateral derecho del Campeonato Europeo de Balonmano Masculino de 2024[8]
- Máximo goleador del Campeonato Europeo de Balonmano Masculino de 2024 (54 goles)
- MVP del torneo masculino de balonmano de los Juegos Olímpicos de París 2024[9]
- Máximo goleador del torneo masculino de balonmano de los Juegos Olímpicos de París 2024 (62 goles)[9]
- Máximo goleador del Campeonato Mundial de Balonmano Masculino de 2025 (74 goles)
- MVP del Campeonato Mundial de Balonmano Masculino de 2025[10]
- Máximo goleador de la Liga de Campeones de la EHF 2024-25 (135 goles)[11]
- EHF Excellence Award 2025 - MVP de la temporada[12]
- MVP de la Liga de Alemania de balonmano 2024-25[13]

## Clubes
| Club          | País      | Año         |
| ------------- | --------- | ----------- |
| GOG Gudme     | Dinamarca | 2017 - 2022 |
| Füchse Berlin | Alemania  | 2022 - Act. |

## Estadísticas

### Selección nacional
|  | Líder del Torneo            |
|  | Incluido en el Equipo Ideal |

| Torneo                | Partidos | Ataque | Ataque | Ataque      | Ataque | Posición          |
| Torneo                | Partidos | Goles  | Tiros  | Efectividad | Media  | Posición          |
| --------------------- | -------- | ------ | ------ | ----------- | ------ | ----------------- |
| Mundial 2021          | 9        | 39     | 49     | 79,6%       | 4,33   | Medalla de oro    |
| Juegos Olímpicos 2020 | 8        | 46     | 57     | 80,7%       | 5,75   | Medalla de plata  |
| Europeo 2022          | 8        | 38     | 43     | 88%         | 4,75   | Medalla de bronce |
| Mundial 2023          | 9        | 60     | 80     | 75%         | 6,67   | Medalla de oro    |
| Europeo 2024          | 8        | 54     | 66     | 81,81%      | 6,75   | Medalla de plata  |
| Juegos Olímpicos 2024 | 8        | 62     | 83     | 74,7%       | 7,75   | Medalla de oro    |
| Mundial 2025          | 9        | 74     | 107    | 69,16%      | 8,22   | Medalla de oro    |
| Total en su carrera   | 59       | 373    | 485    | 76,91%      | 6,32   | -                 |

Actualizado a 2 de febrero de 2025.